# The Girl Spy: An Incident of the Civil War
The Girl Spy: An Incident of the Civil War (o Adventures of the Girl Spy) è un cortometraggio muto del 1909 diretto da Sidney Olcott.

## Produzione
Il film fu prodotto dalla Kalem Company.

## Distribuzione
Distribuito dalla Kalem Company, il film - un cortometraggio di una bobina - uscì nelle sale cinematografiche statunitensi il 21 maggio 1909.